# José Torre Revello
José Miguel Andrés Torre Revello (Buenos Aires, 1893 - Buenos Aires, 1964) fue un historiador, erudito , escritor y artista plástico argentino.   

## Biografía
Fue director del "Instituto de Investigaciones Históricas", y enseñó en diversos colegios nacionales y en la Universidad de Buenos Aires. Fue galardonado por sus obras El libro, la imprenta y el periodismo durante la dominación española y Orígenes de la imprenta en España y su desarrollo en América con el Premio de la especialidad histórica de la Comisión Nacional de Cultura. Gracias al Instituto de Investigaciones Históricas pudo ampliar sus estudios de Filosofía y Letras en Europa. Fueron sus viajes por tierras europeas los que desarrollaron su capacidad artística, que quedó reflejada en dibujos costumbristas. De regreso a la Argentina dirigió el Instituto de Investigaciones Históricas e impartió clases en varios colegios nacionales y, posteriormente, en la Universidad de Buenos Aires.
Fue autor de obras tan variadas como La orfebrería colonial en Hispanoamérica, El archivo general de Indias: historia y clasificación de sus fondos o Investigaciones sobre las islas Malvinas.
Ingresó en la Academia de la Historia y también fue presidente de la Comisión de Museos y Monumentos históricos argentinos, así como de otras instituciones relacionadas con su especialidad. Revello, siendo vicepresidente Academia Nacional de la Historia Argentina, se pronunció por la reforma constitucional de 1957, hecho que le valdría una posterior persecución y exilio.
Fue un autodidacta y prueba de ello, lo da "Torre Revello,  the self-made man" de Guillermo Furlong, donde se señala, incluso, que fue condecorado con el doctorado honoris causa de la Facultad de Filosofía y Letras de la Universidad de Buenos Aires.

## Obras
Escribió numerosas obras de temas muy variados, entre las que se cuentan: 
- La orfebrería colonial en Hispanoamérica
- El archivo general de Indias, historia, clasificación de sus fondos
- Investigaciones sobre las islas Malvinas

Fue miembro en Argentina de la Academia de la Historia y también fue Presidente de la Comisión de Museos y Monumentos históricos argentinos, así como de otras instituciones relacionadas con su especialidad. En su honor existen las becas José Miguel Torre Revello.